# Mihalț
Mihalț, oppure Mihalța (in ungherese Mihálcfalva o Mihályfalva, in ungherese colloquiale Mihálc, in tedesco Michelsdorf, in dialetto sassone Mächelsterf) è un comune della Romania di 3 460 abitanti, ubicato nel distretto di Alba, nella regione storica della Transilvania.
Il comune è formato da un insieme di 4 villaggi: Cistei, Mihalț, Obreja, Zărieș.